# Northrop B-2 Spirit
Northrop Grumman B-2 Spirit je americký víceúčelový strategický bombardér koncipovaný jako samokřídlo a využívající technologii stealth, díky které může snadno pronikat i nad velmi dobře střežená území. Konstrukce je převážně z uhlíkových kompozitů a je velmi náročná na údržbu. Letoun se ale díky ní omezuje na minimální množství vyzářených či odražených zvukových, infračervených, optických i radarových signálů.
Spirit byl navržen jako budoucí náhrada za bombardéry B-1 Lancer. Během osmdesátých let stál jeho tajný vývoj 23 miliard dolarů. Poprvé byl představen veřejnosti 22. listopadu 1988 v kalifornském Palmdale. První prototyp B-2 vzlétl roku 1989 a v prosinci 1993 byl vyroben první sériový stroj. Původně bylo objednáno 135 ks, později byla objednávka snížena na 75 ks a nakonec bylo vyrobeno jen 21 ks. I díky tomu prudce rostla cena jednoho letounu, která dosahuje 1,157 miliard USD (v cenové úrovni roku 1998). Spirit je tak považován za nejdražší letoun v historii. Operačně byl poprvé nasazen v roce 1999 v Kosovu, kdy stroje letěly ze středu USA bez mezipřistání, jen s několika tankováními za letu, k cíli i zpět. 23. února 2008 se zřítil, krátce po startu z Andersenovy letecké základny na Guamu, stroj Spirit of Kansas.
Nástupce B-2 Spirit je strategický bombardér šesté generace B-21 Raider oficiálně představený 2. prosince 2022.

## Vznik a vývoj

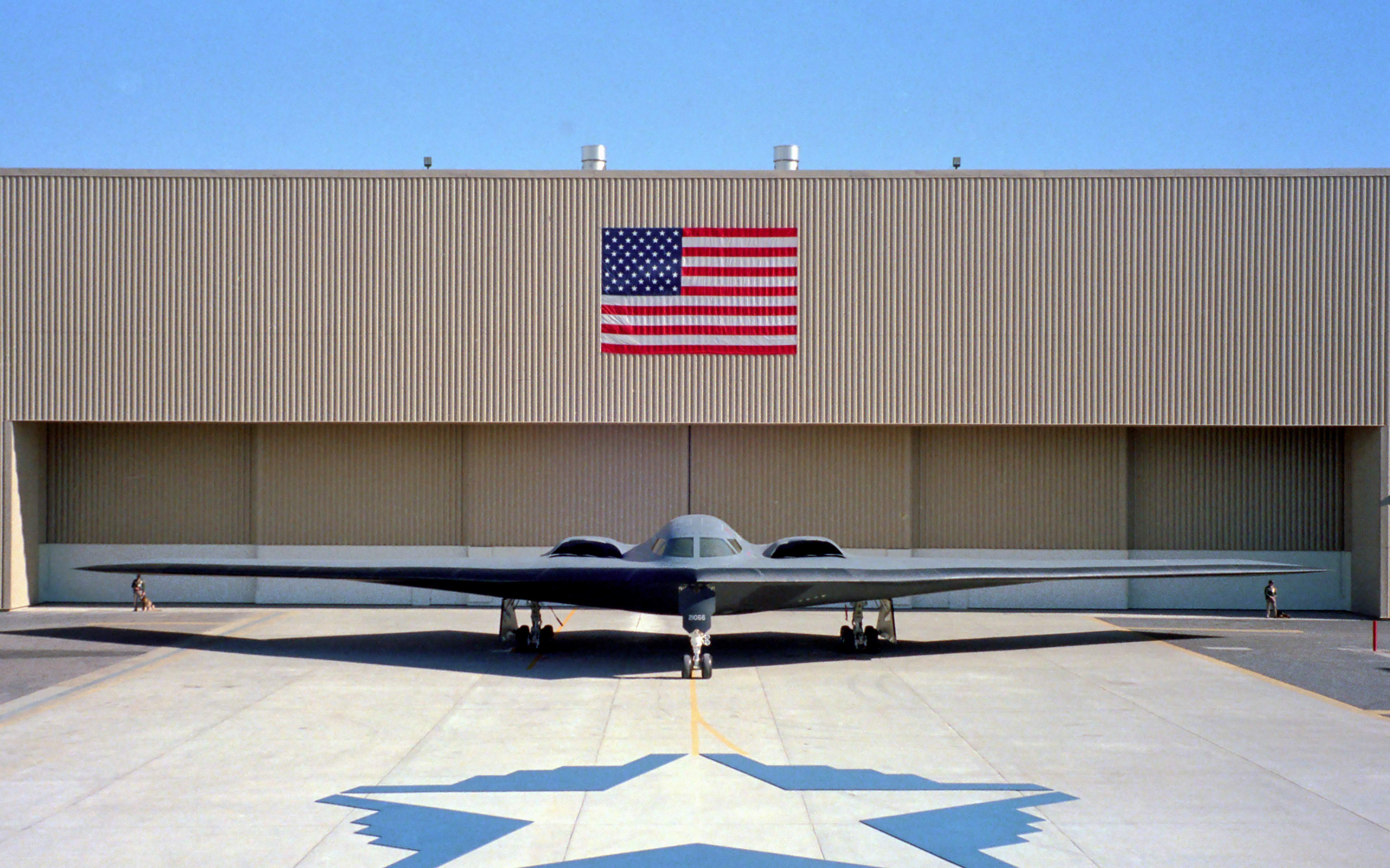
B-2 poprvé na veřejnosti v roce 1988

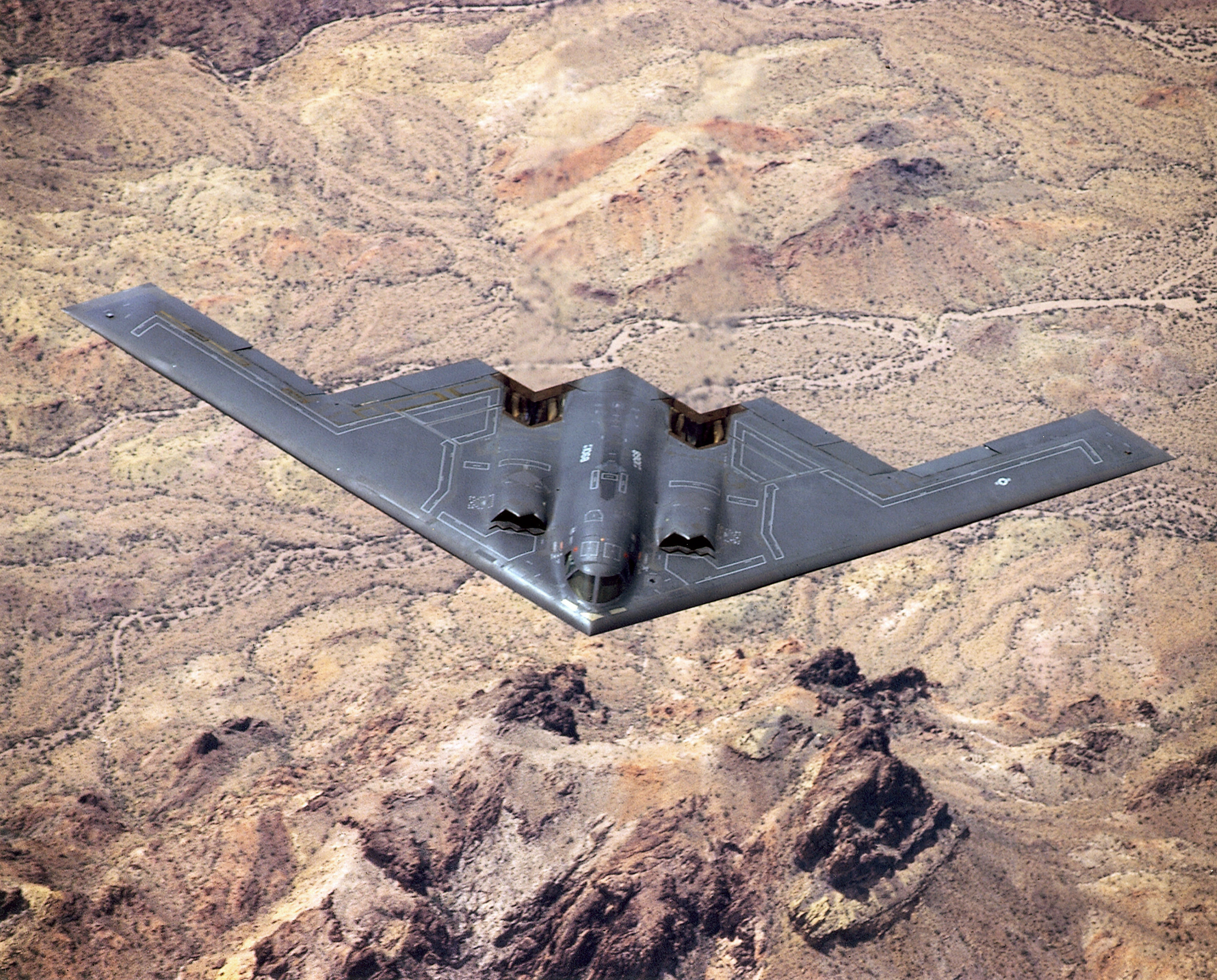
První veřejný let B-2 roku 1989

Na konci 70. let začal americké ministerstvo obrany znepokojovat fakt, že u potenciálních protivníků USA došlo k výraznému zlepšení systémů protivzdušné obrany. Hrozilo, že konvenční strategické bombardéry, jakými byly B-52 Stratofortress nebo v té době vyvíjený B-1 Lancer, se brzy stanou zastaralými. Proto se americká vláda rozhodla pro zahájení vývoje technologicky pokročilého bombardéru, který by byl schopen doletět na velké vzdálenosti, nepozorovaně proniknout nepřátelskou protivzdušnou obranou a shodit munici na cíl. V září 1980 stanovilo americké letectvo požadavky na tento nový bombardér, který byl v USA známý jako „Advanced Technology Bomber (ATB)“. Do soutěže na vývoj nového letadla se přihlásily dva týmy, každý ze dvou společností. První dvojici tvořily firmy Northrop a Boeing, druhý tým se skládal z firem Lockheed a Raytheon. Vítězem soutěže se stal v říjnu 1981 návrh letadla od týmu Northrop/Boeing. Následně byla uzavřena smlouva na dodávku dvou testovacích konstrukcí draku letadla, jednoho létajícího prototypu a pět předsériových letadel. V 80. letech představovaly náklady na vývoj B-2 23 miliard dolarů.
Původní plán počítal vedle pěti předsériových letadel s výrobou dodatečných 127 bombardérů. S rozpadem Sovětského svazu a pozdějšími škrty ve výdajích na obranu došlo ke zredukování původně plánovaného počtu strojů B-2 na 75 kusů. Později se toto množství snížilo jen na 20 letadel, které doplnil jeden prototyp, nazvaný Spirit of America. Celková produkce bombardérů B-2 „Spirit“ tak dosáhla 21 strojů.
Během celého programu společnost Northrop Grumman úzce spolupracovala s americkým letectvem, což se sice pozitivním způsobem odrazilo na konečném výsledku, ale na druhou stranu to však vývoj letadla mírně zpomalilo. V polovině 80. let totiž USAF upravilo zadání, které původně požadovalo bombardér přizpůsobený k letu ve vysokých letových hladinách. Nový požadavek na letadlo, které by bylo schopné i letu nízko nad terénem, způsobil navýšení nákladů a zpoždění celého projektu o dva roky. První veřejné představení bombardéru B-2 se uskutečnilo v roce 1988 a v červenci 1989 se vznesl do vzduchu „Spirit of America“ jako první z bombardérů B-2. Počátečních operačních schopností dosáhla letka B-2 v dubnu 1997.
I když vývoj B-2 patřil k mimořádně utajovaným vojenským projektům, i přesto byly zaznamenány dva incidenty týkající se úniku informací. V prosinci 1984 byl zatčen zaměstnanec firmy Northrop Thomas Cavanagh při pokusu o prodej tajných materiálů o projektu B-2. Dokumenty zřejmě pašoval z továrny Pico Rivera, kde se stealth bombardéry vyráběly a snažil se je prodat sovětské tajné službě za 25 000 amerických dolarů. 42letý zaměstnanec Northrop se zkontaktoval se sovětskými diplomaty netuše, že jeho telefonát je odposloucháván federálními agenty. Ti ho následně vylákali na setkání a zatkli. I když nakonec k žádnému úniku informací nedošlo, Thomas Cavanagh byl za tento pokus odsouzen na doživotí. V roce 2011 byl na 32 let odsouzen Noshiro Gowadia, který pracoval na vývoji pohonného systému pro B-2. Důvodem bylo, že za úplatek 110 000 amerických dolarů vyzradil utajované technologie čínské vládě, která je potřebovala pro vývoj řízené střely se sníženým tepelným vyzařováním.

## Konstrukce

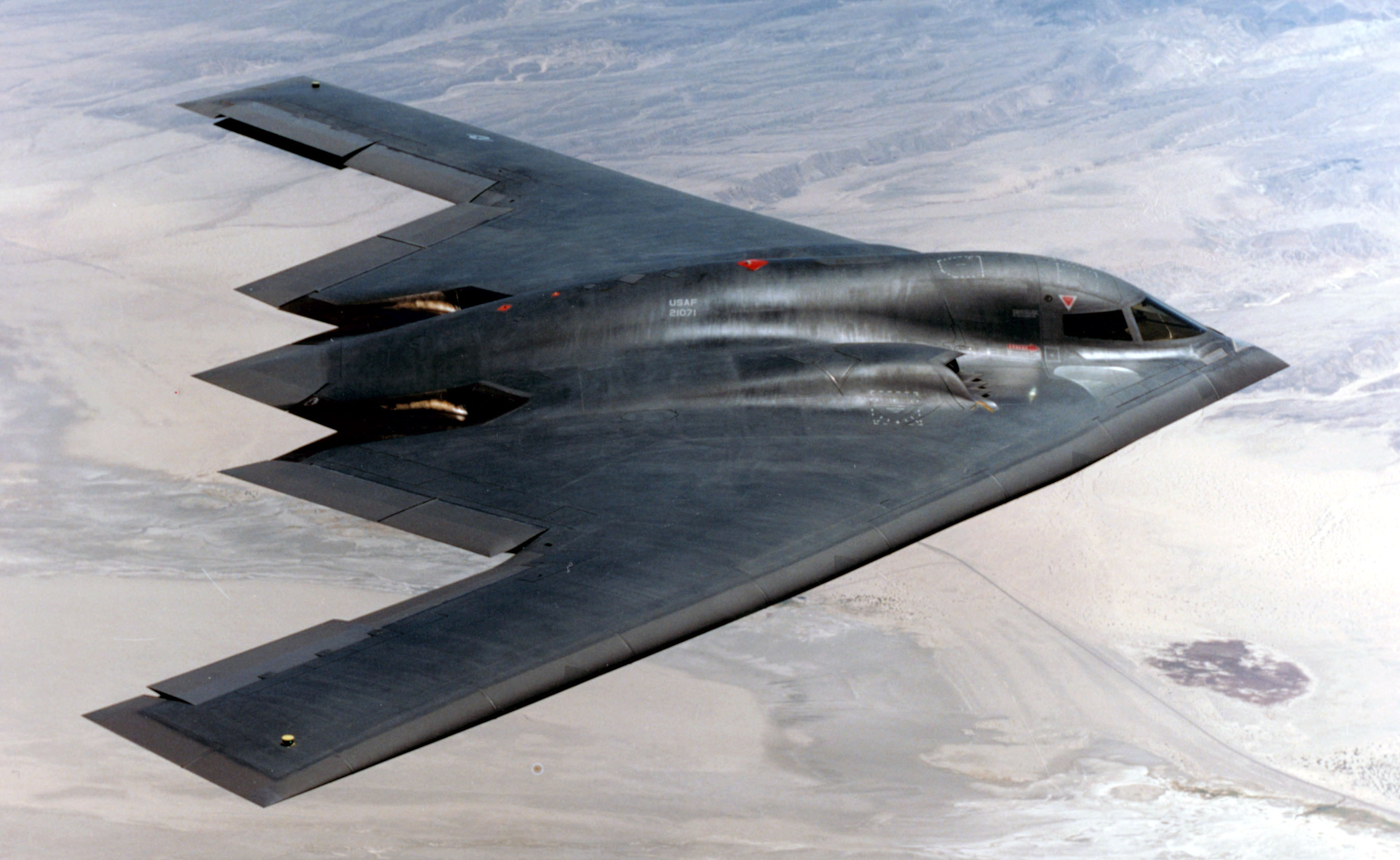
Pohled na B-2 Spirit ze strany

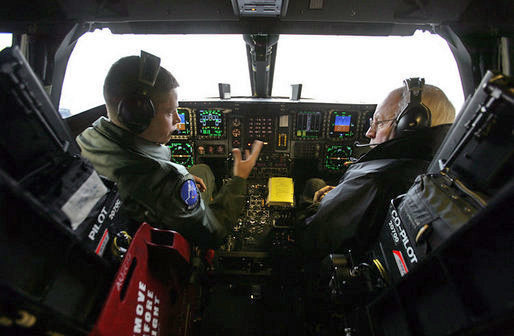
Vicepresident Dick Cheney uvnitř kokpitu B-2 s pilotem kpt. Lukem Jaynem během návštěvy základny Whiteman, 2006

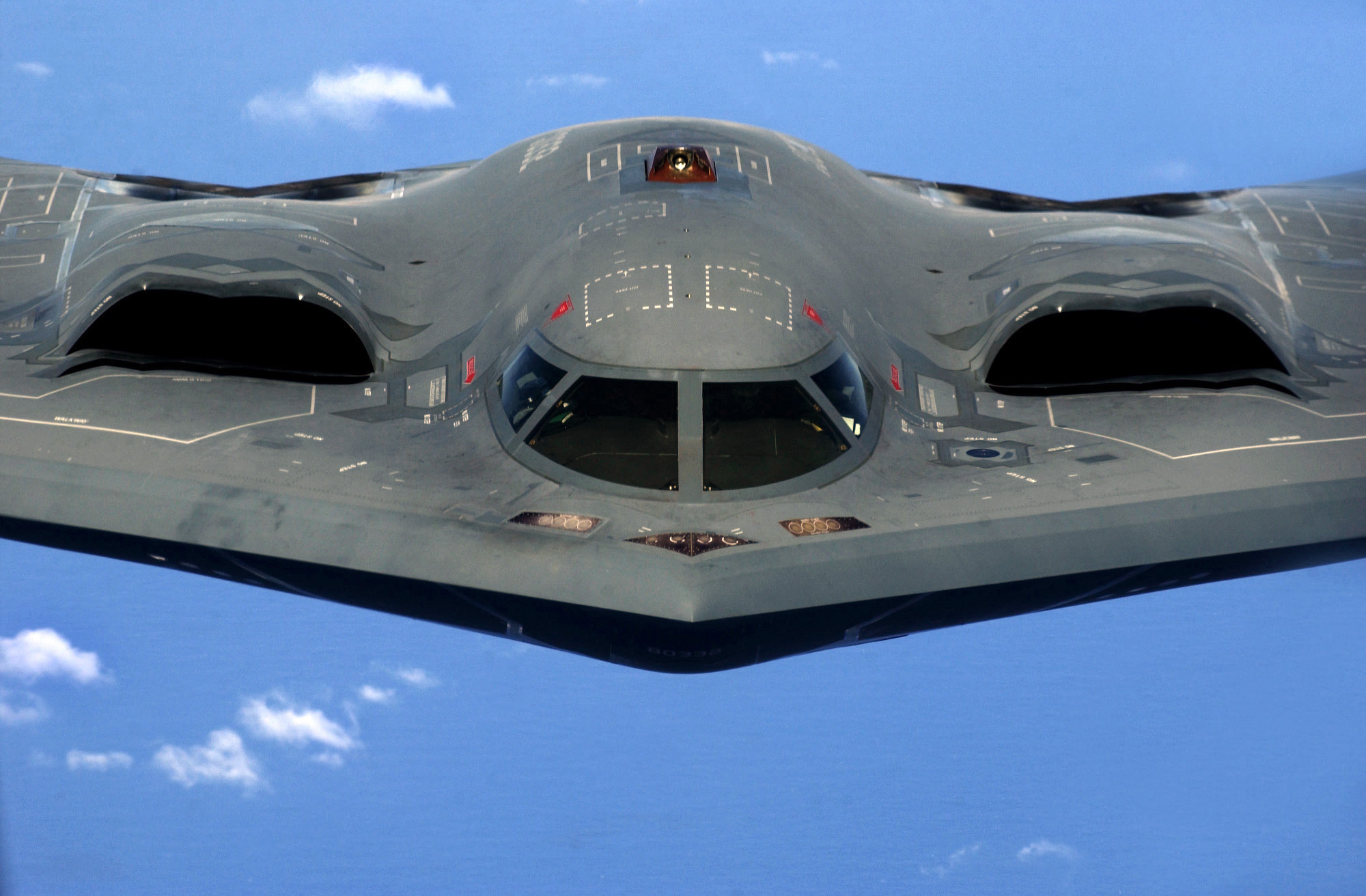
Motory B-2 jsou utopeny hluboko v křídle, aby byla zakryta jejich dmychadla a byly minimalizovány výfukové stopy

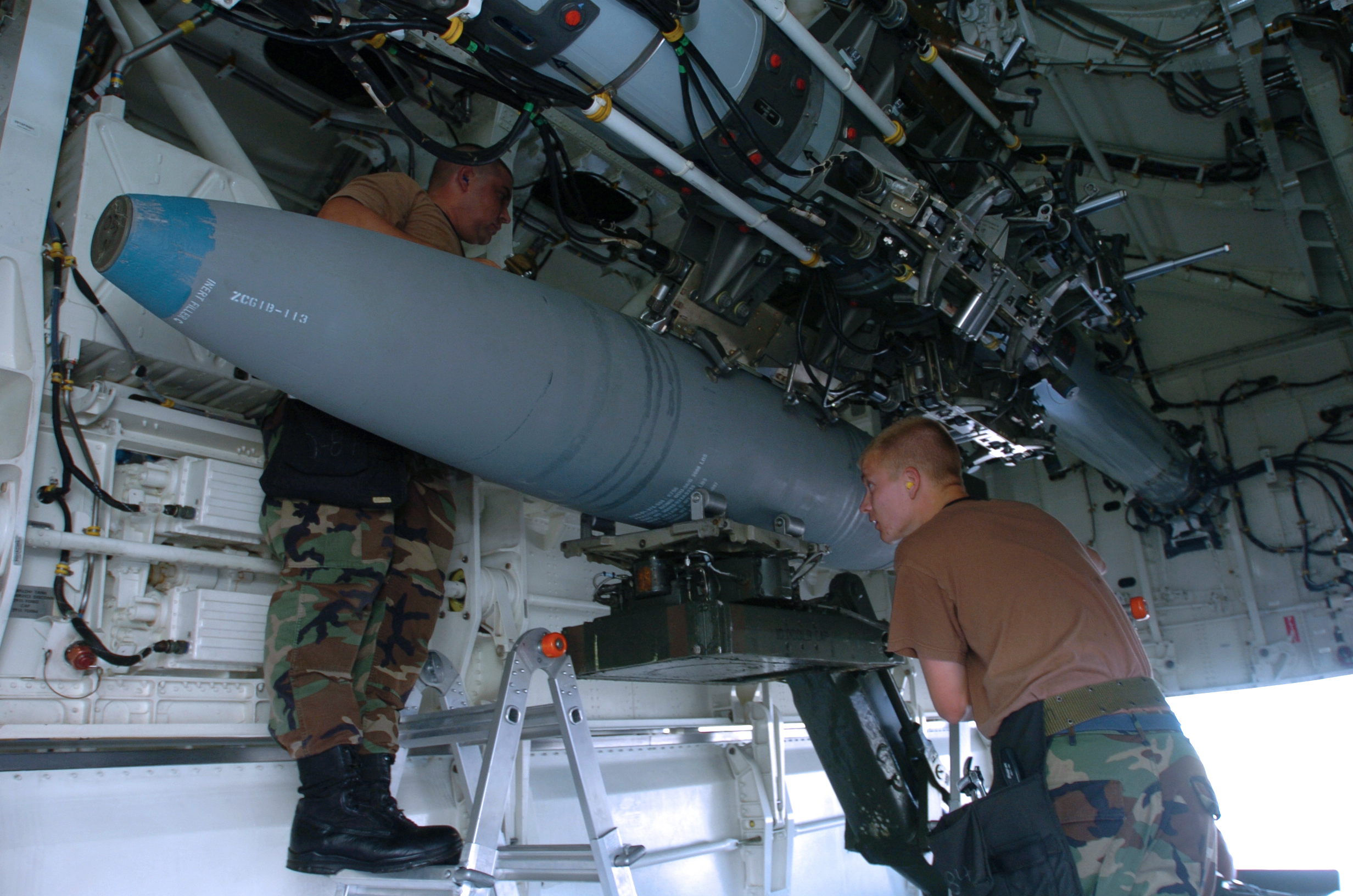
Nakládání pumy BDU-56 o hmotnosti 910 kg, 2004

Typ konstrukce, která byla použita u bombardéru B-2, se označuje jako létající křídlo, protože při ní zcela chybí trup a svislé ocasní plochy. Při tvorbě návrhu nového bombardéru firma Northrop propracovala projekty letadel XB-35 a YB-49 z konce 40. let, které se nikdy nedočkaly sériové výroby.Zajímavostí je, že rozpětí křídel B-2 je 52,4 m, což je identický rozměr, jaký měl i jeho o 40 let starší předchůdce YB-49. Podél celé odtokové hrany křídla, kromě výfukového prostoru bezprostředně za motory, se nachází devět velkých ovládacích ploch. Vnější pár pohyblivých ploch plní funkci brzdových kormidel. Každá z těchto ploch se skládá ze dvou částí, které se mohou pohybovat směrem nahoru nebo dolů. Mohou pracovat symetricky jako aerodynamické brzdy nebo asymetricky jako kormidla. Pohybující se brzdová kormidla však zvyšují radarový odraz letadla, proto v době, kdy B-2 vstupuje do bojové zóny, musí být zamčené. Předpokládá se, že v takové situaci letadlo zatáčí pomocí rozdílného tahu motorů. Dalších šest ovládacích ploch se používá hlavně jako výškovky, avšak nejvzdálenější pár může při nízkých rychlostech plnit i funkci křidélek. V prostoru mezi výstupními tryskami se nachází poslední ovládací plocha, která eliminuje podélné kývání, způsobené vertikálními nárazy vzduchu v nízkých výškách.
Společnost Boeing se jako druhý člen týmu podílela na dodání vnějších křídel, zadní centrální části, palivového systému, zbraňového systému a podvozku. Northrop byl zodpovědný za přední centrální část letadla, kokpit, náběžné a odtokové hrany, ovládací plochy, jakož i finální montáž a celkovou koordinaci projektu. Z povrchu letadla bylo odstraněno množství hran, běžně se nacházejících na konvenčních letadlech, čímž se výrazně zredukoval odraz radarových vln. Některé plochy jsou potaženy materiálem, absorbujícím radarové vlny (RAM). Hlavní podvozek je čtyřkolový, umístěný je hned vedle motorů a zatahuje se směrem dopředu. Přední dvoukolový podvozek se zatahuje směrem dozadu.
Ve srovnání s předcházejícími americkými bombardéry došlo u B-2 k výraznému snížení posádky. Zatímco se posádka B-52H Stratofortress skládá z 5 členů a posádka B-1B Lancer ze čtyř členů, letadlo B-2 má pouze dva piloty. Ti sedí v kabině vedle sebe, přičemž nalevo je místo hlavního pilota a napravo sedadlo velitele mise. Velitel mise je primárně odpovědný za navigaci a za plnění úkolů v roli operátora zbraňových systémů, ale tyto funkce může v případě potřeby provádět i pilot. Každý člen posádky má k dispozici čtyři barevné CRT monitory.
B-2 je vybaven radiolokátorem AN/APQ-181 od společnosti Hughes Aircraft (v současnosti Raytheon). Navigaci letadla zajišťují dva systémy, které mohou pracovat samostatně, ale vyšší přesnosti se dosahuje při použití obou systémů současně. Jedním z nich je inerciální systém Kearfott a druhým astronomicko-inerciální systém Northrop NAS-26. NAS-26 byl původně vyvinut pro řízené střely dlouhého doletu Snark. Určování aktuální polohy letadla probíhá na základě předem vybraných hvězd a funguje i přes zamračenou denní oblohu. Klíčovým prvkem tohoto systému je stabilizovaný elektrooptický teleskop, který je umístěn nalevo od kabiny posádky.
Letadlo je poháněno čtyřmi dvouproudovými motory General Electric F118-GE-100, z nichž každý má tah 77 kN. F118-GE-100 byl vyvinut z motoru F101-X, použitém v stíhacích letadlech F-14. Maximální rychlost B-2 je 915 km/h a maximální dostup představuje 15 200 m. Bombardér doletí bez tankování 11 100 km, přičemž s jedním tankováním ve vzduchu dokáže prodloužit tuto vzdálenost na 18 500 km. B-2 může dostávat palivo během letu pomocí nástavce, který se nachází za kokpitem. Nasávací otvory pohonné soustavy jsou esovitého tvaru, aby ukryly kompresor motoru před radiolokátorem nepřítele. Jejich okraje jsou zoubkované, aby se rozptýlily vlny nepřátelských radarů a nedošlo k jejich návratu zpět ke zdroji. Výfukové plyny z motoru jsou ochlazovány, aby se snížila tepelná stopa letadla a minimalizovala možnost odhalit a sledovat bombardér nepřátelskými infračervenými detekčními systémy.
Výzbroj je ukryta ve dvou pumovnicích, z nichž každá pojme 9 tun pum nebo řízených střel. B-2 může nést širokou škálu konvenční munice, ale i jaderné bomby typu B61 a B83 v počtu 16 kusů. Z konvenčních neřízených pum jsou to Mk 82 o hmotnosti 227 kg a Mk 84 o hmotnosti 907 kg. Jejich řízeným ekvivalentem, který byl do B-2 integrovaný, jsou pumy GBU-38 a GBU-31, vybavené systémem inerciálního a satelitního navádění. Plně naložený bombardér unese až 80 kusů Mk 82/GBU-38 nebo 16 pum Mk 84/GBU-31. Aby se při útoku na nepřátelské cíle zvýšily šance B-2 na přežití, dostaly bombardéry do výzbroje i pumy AGM-154 JSOW. Ty při vyhození ve vysoké letové hladině dokáží klouzavým letem překonat vzdálenost až 130 km. Přesně zasáhnout cíl jim umožňuje GPS navigace v kombinaci s infračerveným naváděním v závěrečné fázi letu. K ještě větší minimalizaci ztrát v případě možného konfliktu přispívá integrace řízené střely AGM-158 JASSM. Ta umožňuje bombardéru zaútočit na dobře chráněné cíle ze vzdálenosti 370 km, aniž by se vystavil většímu riziku.
V roce 2022 získaly letouny schopnost nést vylepšené střely s plochou drahou letu AGM-158B JASSM-ER, jejichž dolet může být až 900 km. Bombardéry mají také získat nový zaměřovací systém Radar Aided Targeting System (RATS), což by mělo umožnit letounu používat munici, která by byla nezávislá na signálu GPS.

## Služba

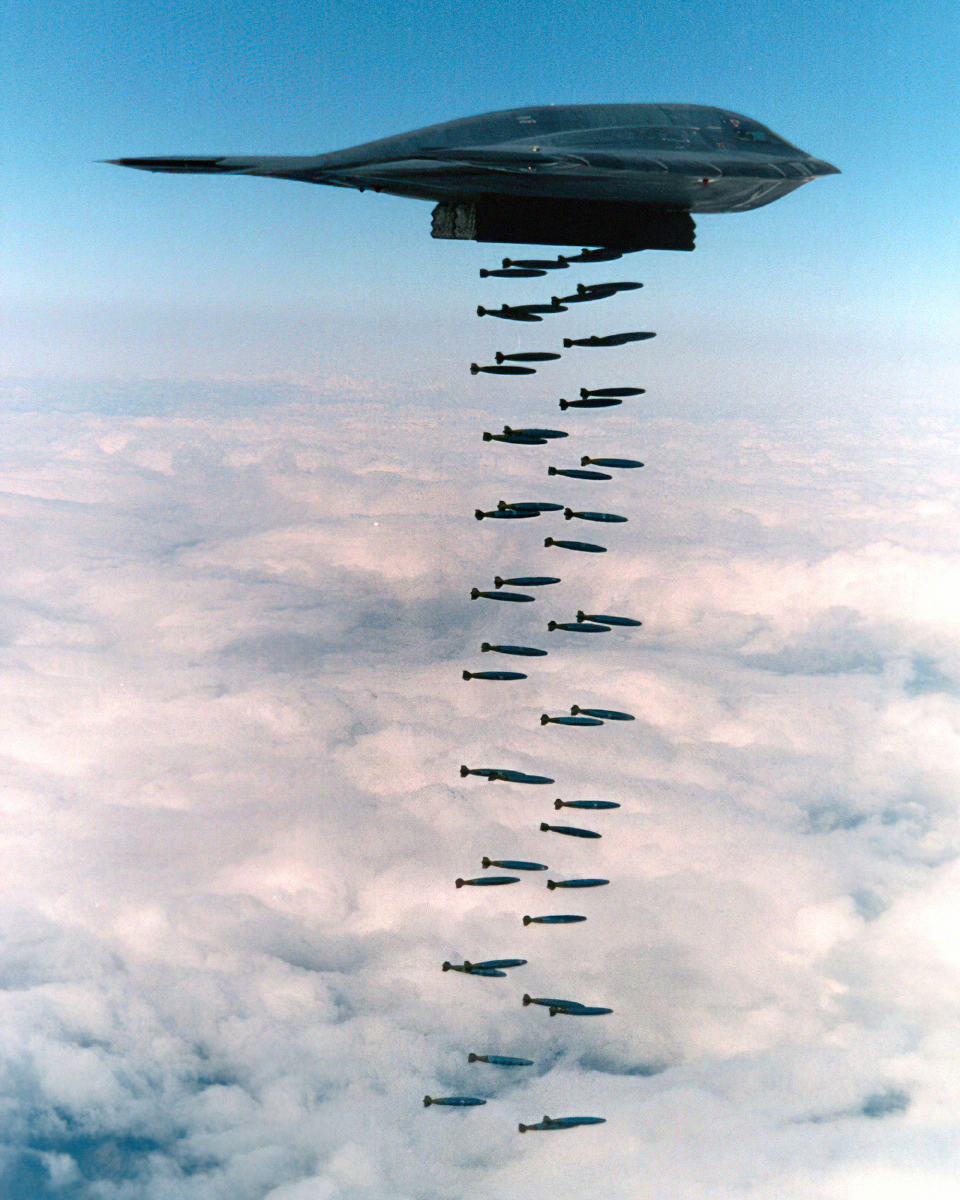
B-2 při shazování 47 pum Mark 82 během ostrého cvičení v roce 1994 poblíž Point Mugu v Kalifornii

Bombardéry B-2 byly poprvé bojově nasazeny během války v Kosovu v rámci operace Spojenecká síla (Operation Allied Force, operace NATO) dne 24. března 1999. Při prvním náletu vzlétly dva B-2 ze základny Whiteman, přeletěly do Evropy a shodily 32 pum na několik cílů v Srbsku. Po ukončení bojové fáze mise a po 31hodinovém letu se vrátily zpět na domovskou základnu v Missouri. Kromě prvního nasazení letounů B-2 měly bojovou premiéru i satelitem naváděné pumy JDAM.
Přestože se bombardéry B-2 zúčastnily pouze 1 % bojových misí, byly odpovědné za zničení 33 % všech srbských cílů. Šest letadel B-2, která byla nasazena v operaci „Spojenecká síla“, zrealizovalo celkem 45 náletů a shodilo 656 pum JDAM.
7. října 2001 během operace Trvalá svoboda (Operation Enduring Freedom) byl bombardér B-2 prvním, který vletěl do afghánského vzdušného prostoru a bombardoval cíle teroristů hluboko ve vnitrozemí. Během této mise absolvovali piloti B-2 časově nejnáročnější bojovou operaci v historii, kdy jejich let trval celkem 44 hodin.
V březnu 2003 zahájily B-2 tzv. operaci Irácká svoboda (Operation Iraqi Freedom), během níž šest těchto bombardérů zničilo celkem 92 cílů. Jedním z těchto cílů byl i bunkr v Bagdádu, o kterém se americké velení domnívalo, že slouží jako úkryt Saddáma Husajna.
Bombardéry B-2 vzlétaly poprvé ne z území USA, ale ze základny Diego García v Indickém oceánu a z neznámé základny v Anglii. Během celé operace uskutečnila letadla B-2 49 bojových misí, během nichž shodila více než 680 000 kg munice.
20. března 2011 vzlétly tři bombardéry B-2 ze základny Whiteman v Missouri. V rámci operace „Úsvit Odysei“ (Operation Odyssey Dawn) shodily 40 pum na letiště v Libyi s cílem zničit vzdušné síly Muammara Kaddáfího.
18. ledna 2017 uskutečnilo americké letectvo ve spolupráci s libyjskou vládou národní jednoty nálety na militanty z teroristické skupiny Islámský stát v Libyi. Cílem bombardování se staly dva odlehlé tábory přibližně 45 kilometrů jihozápadně od města Syrta. Útok provedla dvojice bombardérů B-2, která vzlétla ze své domovské základny Whiteman v Missouri. Celá mise včetně návratu zpět na základnu trvala 34 hodin. Zúčastnilo se jí i 15 tankovacích letadel KC-135 a KC-10. Bombardéry při ní svrhly 108 pum GBU-38 o hmotnosti 227 kg. Po úvodním náletu strategických bombardérů zaútočily na tyto cíle ještě bezpilotní letouny MQ-9 Reaper střelami AGM-114 Hellfire. Odhaduje se, že o život přišlo asi 80 bojovníků Islámského státu. Vzhledem k tomu, že letová hodina bombardérů B-2 stojí 130 000 USD, byla celá tato operace mimořádně drahá. Po započítání provozních nákladů a ceny svržené munice lze konstatovat, že celkové náklady na misi překročily výši 11,5 mil. USD.
Bombardéry B-2 byly často nasazovány v oblasti Indického a Tichého oceánu. Koncem 20. let 21. století také v oblasti Evropy. Jejich nasazení v těchto oblastech bylo především demonstrací síly.

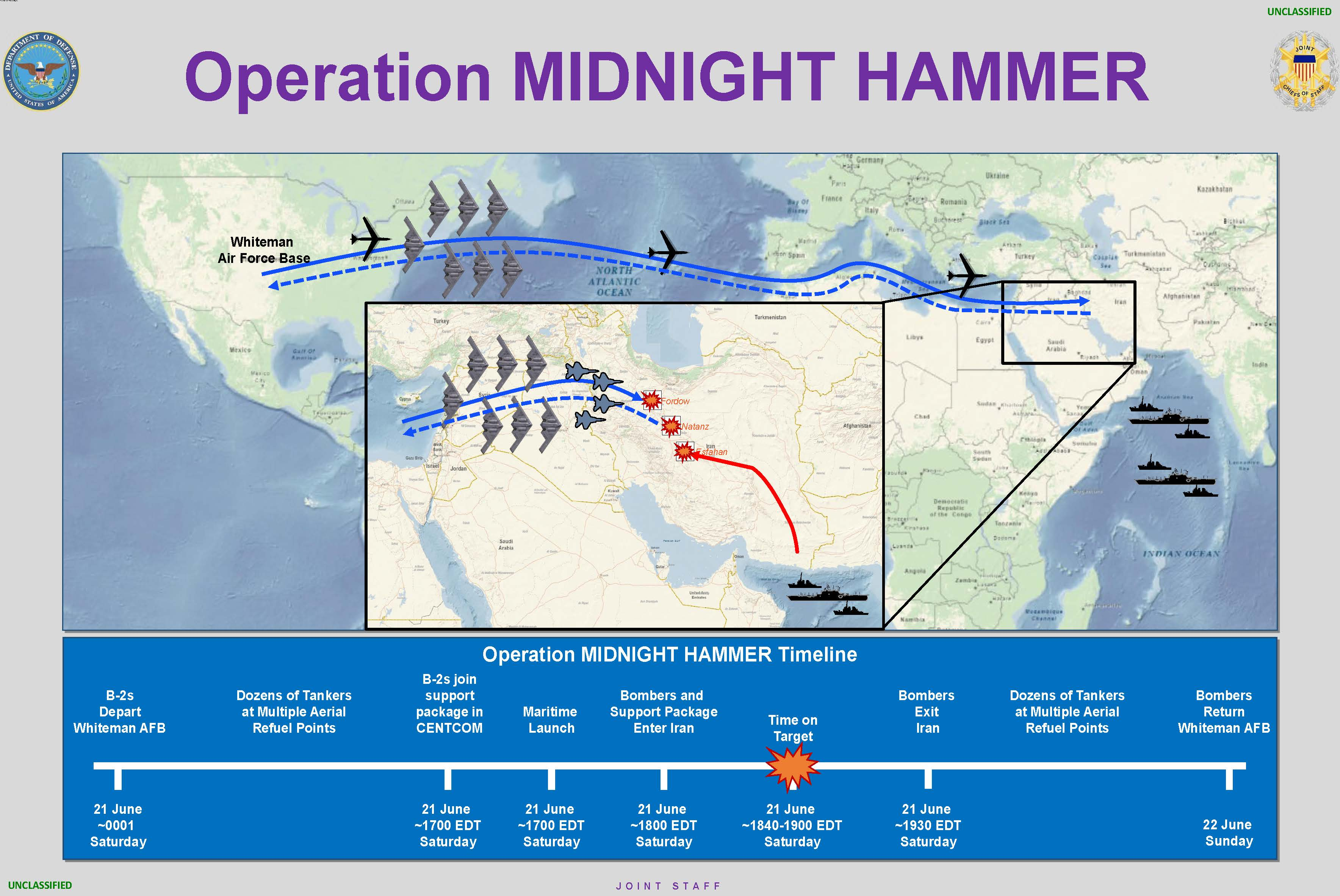
Schéma provedení operace Půlnoční kladivo

Dne 22. června 2025 se B-2 podílely na americkém útoku na íránská jaderná zařízení v rámci operace Midnight hammer (půlnoční kladivo), včetně provozu pro obohacování uranu ve Fordo, dále v Natanz a Isfahán. V sobotu 21. června letouny B-2 odstartovaly ze základny Whiteman v americkém státě Missouri směrem k Indickému oceánu. Letěly bez mezipřistání tam a zpět celkem 37 hodin. Bombardéry byly vyzbrojené naváděnými pumami GBU-57A/B MOP přezdívané jako bunker busters (ničitelé bunkrů), každá vážící 13 tun, které jsou schopny proniknout až 60 metrů pod zemský povrch a tam teprve detonovat. Na základnu Fordo bylo svrženo 14 těchto bomb, celý útok ještě doplňovaly střely BGM-109 Tomahawk odpálené z ponorek na základny v Natanz a Isfahán. Předseda Sboru náčelníků štábů Spojených států amerických generál Dan Caine uvedl, že do operace bylo zapojeno více než 125 letounů, včetně tankerů a stíhaček, které se zaměřily na potlačení protivzdušné obrany. 

## Nehody
- 23. února 2008 havaroval bombardér B-2 Spirit of Kansas při vzletu ze základny Andersen na ostrově Guam. Příčinou havárie byla zjištěná vlhkost ve třech senzorech, v důsledku čehož dostával systém řízení letu nesprávné informace o rychlosti letu a úhlu náběhu. To způsobilo, že letadlo při vzletu začalo prudce stoupat a zároveň se naklánět doleva. Z toho důvodu se levé křídlo dostalo do styku se zemí a následně stroj havaroval. Oba piloti se stihli katapultovat a nehodu se jim podařilo přežít.[24]
- 14. září 2021 na Whitemanově letecké základně ve státu Missouri sjel letoun B-2 „Spirit of Georgia“ z dráhy během nouzového přistání.[25] Oba členové posádky vyvázli bez zranění a nehoda se obešla bez požáru.[26] Levé křídlo letounu zasáhlo vlivem zhroucení levé podvozkové nohy ranvej, což vedlo k vyjetí letounu z přistávací plochy.[27] Příčinou nehody byl únik hydraulické kapaliny po poruše vysokotlaké spojky CryoFit. Během minuty uniklo 21 galonů hydraulické kapaliny. Následně i druhý okruh přišel o kapalinu. Zámek, který měl pomoci zajistit podvozek při přistání, tak nemohl správně fungovat. Současně pružiny, které měly pomoci zajistit podvozek, nesplňovaly parametry na něž byly navrženy. Při nehodě byl poškozen podvozek, dveře levého podvozku, křídlo, na jehož spodní straně byla odhalena jeho vnitřní struktura. Chyba posádky byla vyloučena. Náklady na opravu byly odhadnuty na 10 milionů USD.[28] 22. září 2022 byl letoun přelétnut k opravě do výrobního závodu Plant 42 v Palmdale.[29]
- V prosinci roku 2022 došlo během letu k nouzové situaci, která vedla k nouzovému přistání na Whitemanově letecké základně. Po přistání došlo k požáru a blíže neurčenému poškození letounu. Incident potvrdilo 509. bombardovací křídlo. Incident se obešel bez zranění osob.[30][31][32] V důsledku této nehody byly zbývající bombardéry B-2 uzemněny.[20][33]

## Operující jednotky s B-2
United States Air Force
- 509th Bomb Wing, Whiteman Air Force Base
  - 13th Bomb Squadron
  - 393rd Bomb Squadron
  - 394th Combat Training Squadron
- 53rd Wing, Eglin Air Force Base
  - 72nd Test and Evaluation Squadron, Whiteman Air Force Base
- 57th Wing, Nellis Air Force Base
  - 325th Weapons Squadron, Whiteman Air Force Base
  - 715th Weapons Squadron inactivated
- 412th Test Wing, Edwards Air Force Base
  - 419th Flight Test Squadron, Edwards Air Force Base

## Seznam bombardérů B-2
| Pořadí                      | Sériové číslo # | Oficiální název          |
| --------------------------- | --------------- | ------------------------ |
| AV-1                        | 82-1066         | Spirit of America        |
| AV-2                        | 82-1067         | Spirit of Arizona        |
| AV-3                        | 82-1068         | Spirit of New York       |
| AV-4                        | 82-1069         | Spirit of Indiana        |
| AV-5                        | 82-1070         | Spirit of Ohio           |
| AV-6                        | 82-1071         | Spirit of Mississippi    |
| AV-7                        | 88-0328         | Spirit of Texas          |
| AV-8                        | 88-0329         | Spirit of Missouri       |
| AV-9                        | 88-0330         | Spirit of California     |
| AV-10                       | 88-0331         | Spirit of South Carolina |
| AV-11                       | 88-0332         | Spirit of Washington     |
| AV-12                       | 89-0127         | Spirit of Kansas         |
| AV-13                       | 89-0128         | Spirit of Nebraska       |
| AV-14                       | 89-0129         | Spirit of Georgia        |
| AV-15                       | 90-0040         | Spirit of Alaska         |
| AV-16                       | 90-0041         | Spirit of Hawaii         |
| AV-17                       | 92-0700         | Spirit of Florida        |
| AV-18                       | 93-1085         | Spirit of Oklahoma       |
| AV-19                       | 93-1086         | Spirit of Kitty Hawk     |
| AV-20                       | 93-1087         | Spirit of Pennsylvania   |
| AV-21                       | 93-1088         | Spirit of Louisiana      |
| AV-22 – AV-135 byly zrušeny |                 |                          |

Zdroj: FAS.ORG

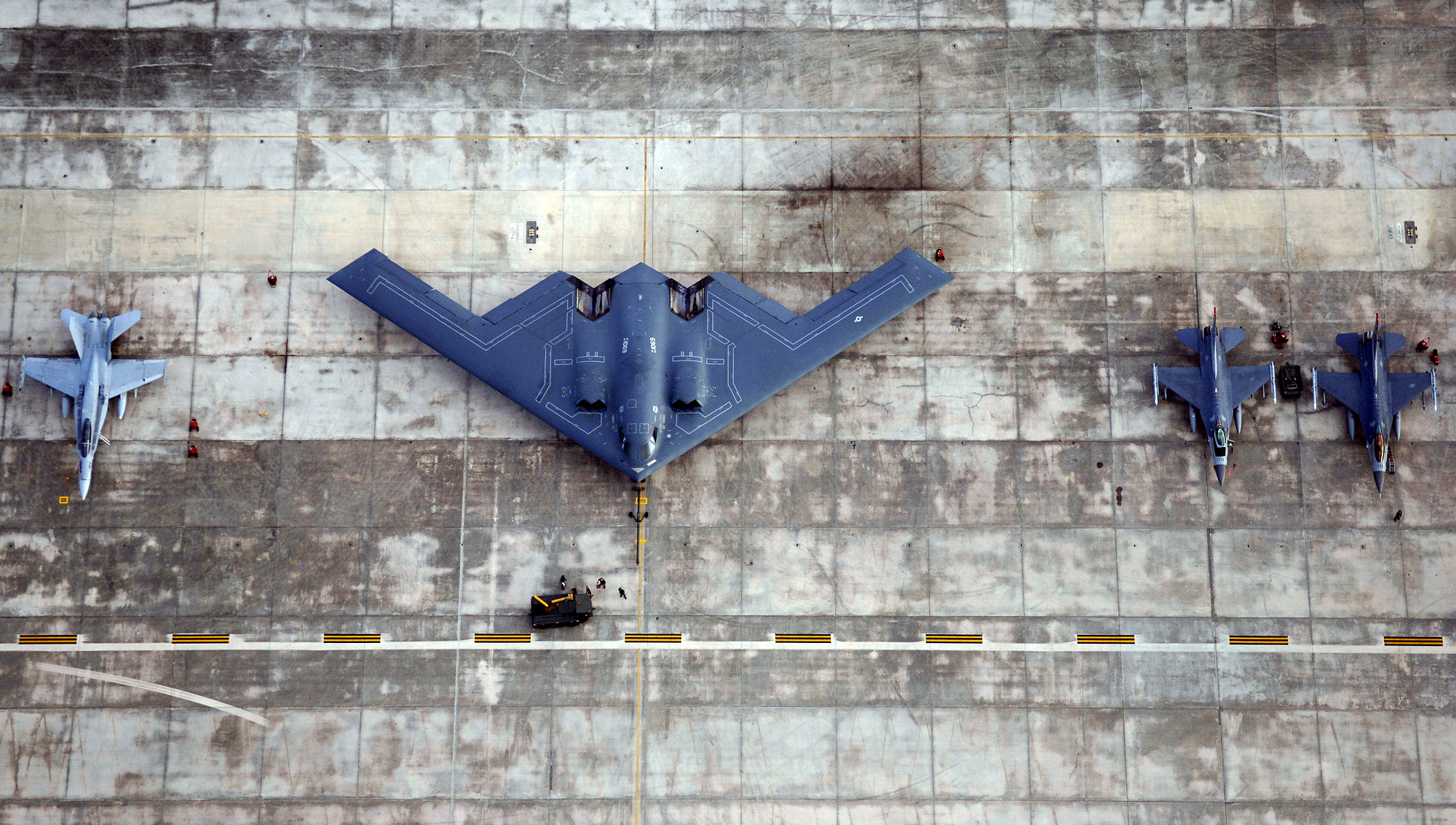
Srovnání B-2 s F/A-18 Hornet a dvěma F-16 Fighting Falcon

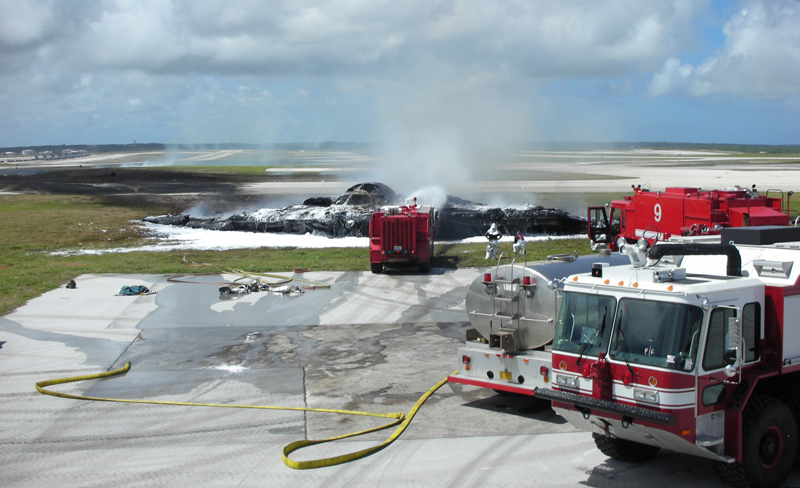
Havárie B-2 na Andersenově letecké základně

pozn.: AV-12 „Spirit of Kansas“ se zřítil 23.2.2008 krátce po vzletu z Andersen AFB na ostrově Guam.

## Muzejní exponáty
Jeden ze dvou zkušebních letounů, který nebyl vybaven přístroji ani motory, je součástí sbírek Národního muzea Letectva Spojených států amerických.

## Specifikace (B-2A)

### Technické údaje
- Posádka: 2
- Rozpětí: 52,12 m
- Délka: 20,9 m
- Výška: 5,1 m
- Nosná plocha: 460 m²
- Plošné zatížení: 329 kg/m²
- Nosnost: 27 000 kg
- Hmotnost prázdného stroje: 71 700 kg
- Vzletová hmotnost: 152 634 kg
- Maximální vzletová hmotnost: 170 550 kg
- Pohonné jednotky: 4× dvouproudový motor General Electric F118-GE-100, každý o tahu 77 kN

### Výkony
- Maximální rychlost: Mach 0,85 (915 km/h)
- Dostup: 15 000 m
- Dolet: 12 000 km
- Tah/Hmotnost: 0,205

### Výzbroj
- 18 000 kg pum Mk82 o hmotnosti 225 kg v kazetovém pumovnicovém závěsníku BRA (Bomb Rack Assembly) (celkový počet: 80)
- 12 000 kg pum CBU o hmotnosti 340 kg v kazetovém pumovnicovém závěsníku BRA (celkový počet: 36)
- 16 ks výzbroje o hmotnosti 907 kg (2000 lb) (Mk84, JDAM-84, JDAM-102) na rotačním pumovnicovém závěsníku RLA (Rotary Launcher Assembly)
- 16 ks jaderné pumy B61 nebo B83 na rotačním pumovnicovém závěsníku RLA

Pozdější avionika a výstroj umožnila používat JSOW, GBU-28 a GBU-57. Spirit může také nést střely AGM-158 JASSM.